# TJ OFC Gabčíkovo
TJ OFC Gabčíkovo w skrócie Telovýchovná jednota OFC Gabčíkovo – słowacki klub piłkarski, grający w trzeciej lidze słowackiej, mający siedzibę w mieście Gabčíkovo.

## Historia
Klub został założony w 1923 roku jako Gabčíkovský ŠK. W sezonie 1992/1993 klub wywalczył swój historyczny awans do drugiej ligi słowackiej i grał w niej do końca sezonu 1997/1998.

## Historyczne nazwy
- 1923 – Gabčíkovský ŠK (Gabčíkovský športový klub)
- 1961 – TJ Družstevník Gabčíkovo (Telovýchovná jednota Družstevník Gabčíkovo)
- 1982 – TJ ŠM Gabčíkovo (Telovýchovná jednota Štátneho majetku Gabčíkovo)
- 19?? – TJ OFC Gabčíkovo (Telovýchovná jednota OFC Gabčíkovo)
- 2013 – OFC Russel Gabčíkovo (Obecný futbalový club Russel Gabčíkovo)
- 2017 – TJ OFC Gabčíkovo (Telovýchovná jednota OFC Gabčíkovo)

## Stadion
Domowe mecze klub rozgrywał na stadionie Štadión Gabčíkovo, położonym w mieście Gabčíkovo. Stadion może pomieścić 1000 widzów.